# طعام طازج

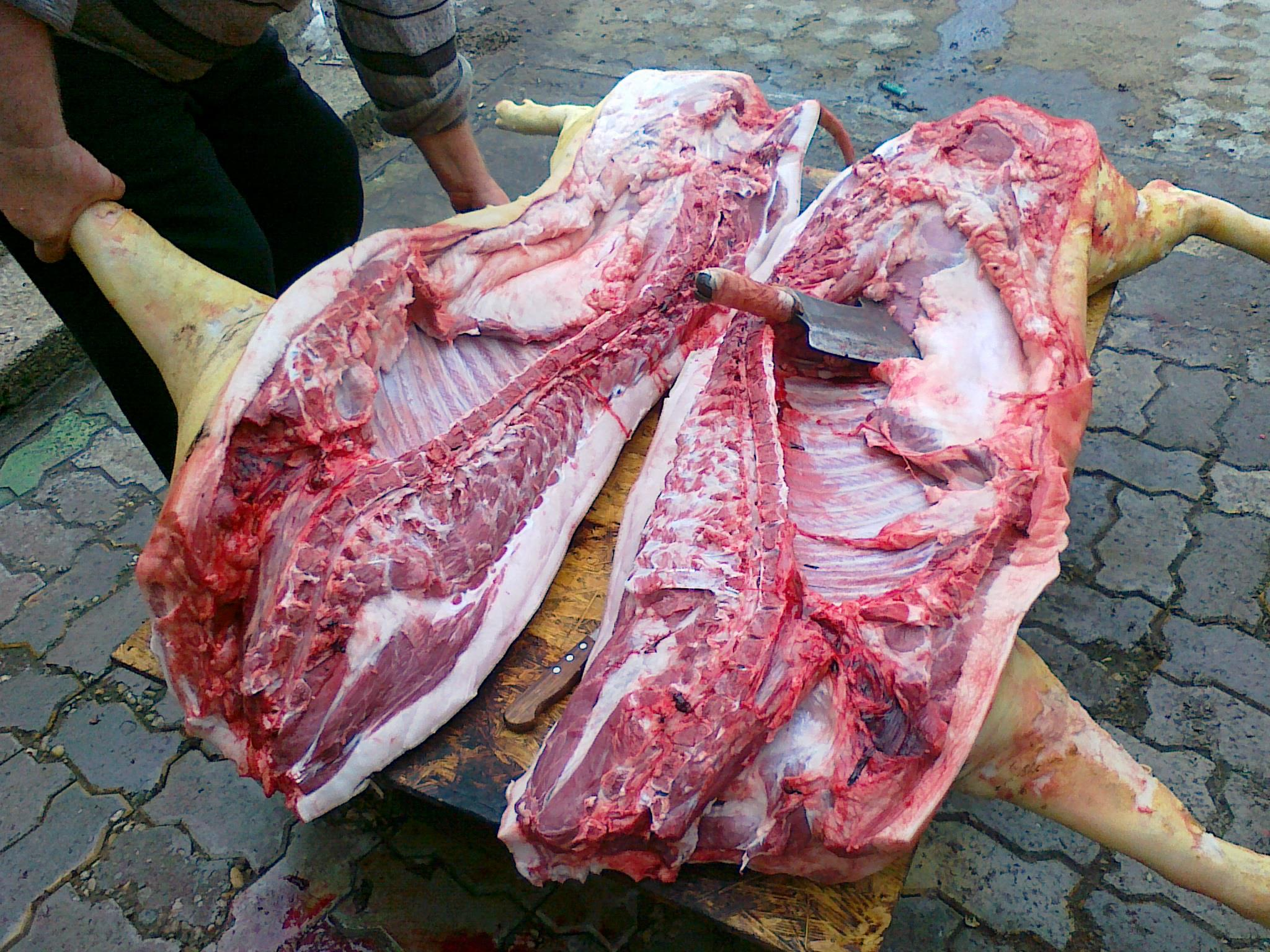

الطعام الطازج هو الطعام الذي لم يُحفظ ولم يفسد بعد، بالنسبة للخضر والفاكهة، يعني ذلك أنه تم حصادها مؤخرًا ومعالجتها بشكل صحيح بعد الحصاد؛ و بالنسبة للحوم، فقد تم ذبحها حديثًا؛ أما بالنسبة للأسماك، فقد تم صيدها حديثًا أو صيدها وتجميدها.
منتجات الألبان طازجة وسوف تفسد بسرعة. وبالتالي فإن الجبن الطازج هو الجبن الذي لم يتم تجفيفه أو تمليحه. و يمكن اعتبار الكريمة الحامضة «طازجة».
و من طرق حفظ الأطعمة الطازجه التجفيف والطبخ والتمليح والتجميد والتعليب والتخليل.
حفظ الطعام الطازج مثل الجبن والحليب
تعتبر الأجبان والألبان عرضة بشكل سهل للفساد والتلوث ان لم يتم حفظها بشكل ناسب، لذلك تأكد دائمًا من تاريخ الصلاحية المدون علي الجبن والألبان التي تشتريها، وحفظها بمكان بارد منعًا لفسادها ونمو فطريات أو بكتيريا عليها، كذلك يجب التأكد من الرائحة المنبعثة منها حتي لا تكون قد تلوثت أو فسدت لانه يظهر ذلك من رائحتها.
الطعام ال